# Don Quarrie
Donald "Don" O'Riley Quarrie (Kingston, 25 de fevereiro de 1951) é um antigo atleta jamaicano, um dos melhores velocistas mundiais durante a década de 70.
Foi campeão olímpico de 200 metros nos Jogos de Montreal, em 1976. Em 1971, obteve a sua melhor marca pessoal nos 200 m, com 19,86s, ficando somente a 3 centésimos do então recorde mundial, que era 19,83, de Tomie Smith, nos Jogos Olímpicos da Cidade do México. A marca de Smith iria a ser batida por Pietro Mennea em 1979. Aquela marca permaneceu como recorde da Jamaica até 2007, ano em que Usain Bolt o bateu pela primeira vez.

## Melhores marcas pessoais
| Prova      | Data                | Local            | Marca   |
| ---------- | ------------------- | ---------------- | ------- |
| 100 metros | 24 de julho de 1976 | Montréal, Canadá | 10,07 s |
| 200 metros | 3 de agosto de 1971 | Cali, Colômbia   | 19,86 s |